# Nymphon striatum
Nymphon striatum är en havsspindelart som beskrevs av Losina-Losinsky, L.K. 1929. Nymphon striatum ingår i släktet Nymphon och familjen Nymphonidae. Inga underarter finns listade i Catalogue of Life.